# Magdelaine-Angélique-Marie de Châtillon
Magdelaine-Angélique-Marie de Châtillon (également orthographié « de Chastillon ») est une religieuse française issue de la maison de Châtillon née le 21 août 1653 et morte le 5 mars 1708 à Saint-Jean-de-Bonneval.

## Biographie

### Famille
Magdelaine-Angélique-Marie de Châtillon est née le 21 août 1653. Elle est issue d'une maison très ancienne, qui a tiré son nom de Châtillon-sur-Marne, de rang élevé, mais d'une branche modeste, pour ne pas dire pauvre. Fille de François de Châtillon, seigneur de Bois-rogues, et de Madelaine-Françoise Honoré, elle est la sœur d'Alexis Henri de Châtillon. Plusieurs de ses sœurs ont, comme elle, occupé des fonctions religieuses : Françoise-Yolande fut abbesse de l'abbaye de Saint-Jean de Bonneval-lès-Thouars, Louise-Charlotte fut abbesse de l'abbaye de Saint-Loup-lès-Orléans et Françoise-Marie-Anne fut grande-prieure de l'abbaye de Saint-Jean de Bonneval avant de devenir elle aussi abbesse de l'abbaye de Saint-Loup-lès-Orléans.

### Vocation religieuse
Elle est nommée abbesse de Saint-Jean de Bonneval-lès-Thouars le 7 mai 1676 en succédant à sa sœur Françoise-Yolande, puis est bénie le 8 août 1678 par l'archevêque de Tours,,. 
Durant sa charge d'abbesse, elle fait faire des orgues et fait réparer la voûte du chœur.
Elle occupe sa fonction jusqu'à sa mort en 1708, soit pendant une trentaine d'années.

### Correspondances
Magdelaine-Angélique-Marie de Châtillon fut longtemps en correspondance avec Marie-Madeleine de Rochechouart. À compter des années 1690, elle entretient également des échanges épistolaires avec Nicolas-Joseph Foucault lorsque sa fille Henriette entre au couvent de Saint-Jean-de-Bonneval puis prend l'habit de religieuse.

### Estampes
Au cours de l'année 1699, durant sa charge d'abbesse, le dessinateur Louis Boudan réalise plusieurs estampes de la ville de Thouars et de ses environs, dont notamment une vue de l'abbaye de Saint-Jean-de-Bonneval.

### MisselMS. Douce 313
Écrit au milieu du XIVe siècle, un missel romain franciscain a été conservé pendant au moins deux siècles à l'abbaye de Saint-Jean de Bonneval-lès-Thouars,. Il est attesté que ce missel était utilisé comme livre de messe au sein du couvent en 1606.
À l'intérieur, on y trouve une inscription manuscrite : « Ce missel m'a esté donné par mad°. de Chatillon abesse de St Jean de Bonneval le 10° aoust 1703. Foucault »,. Même si on ignore pourquoi Magdelaine-Angélique-Marie de Châtillon a décidé de s'en séparer, nous savons qu'elle l'a offert au bibliophile Nicolas-Joseph Foucault en 1703 (soit quelques années après qu'Henriette, la fille de ce dernier, ne prenne l'habit) puis qu'il s'est retrouvé en Angleterre après la Révolution française avant d'être acquis par Francis Douce vers 1828.
Depuis 1834, ce livre liturgique fait partie des possessions de la bibliothèque Bodléienne sous le nom « MS. Douce 313 ».

### Mort
Magdelaine-Angélique-Marie de Châtillon meurt le 5 mars 1708 et son oraison funèbre est prononcé par le père Antoine Milanges de la Compagnie de Jésus. Le 14 avril 1708, sa sœur Françoise-Marie-Anne de Châtillon lui succède,.

## Galerie

Blason de la maison de Châtillon.
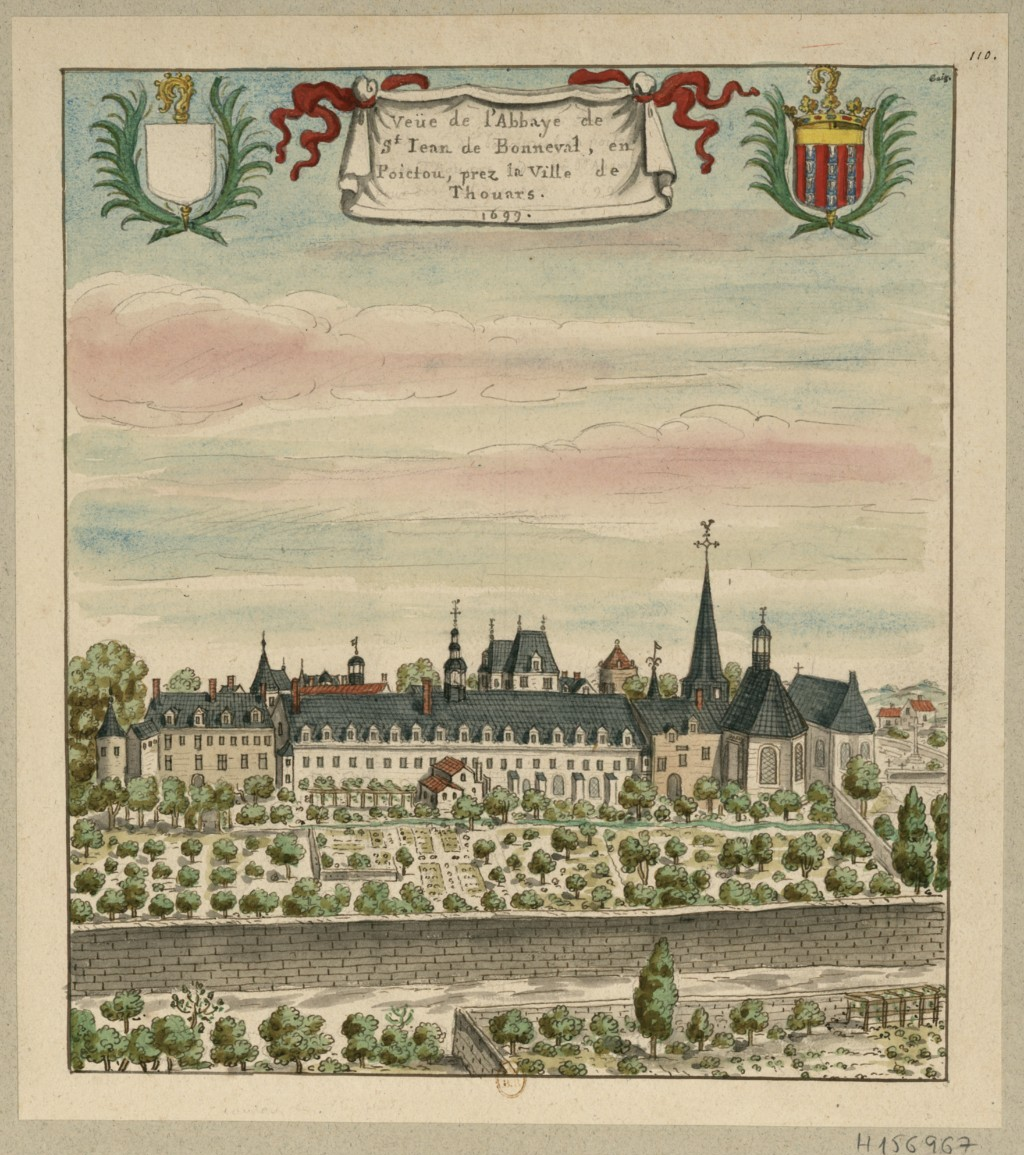
Estampe de l’abbaye réalisée en 1699 par le dessinateur et graveur Louis Boudan.

### Sources
- Louis Moréri, Le Grand dictionnaire historique : nouvelle et dernère édition revue, corrigée et augmentée par M. Vaultier, t. 2, Paris, Denys Mariette, rue Saint-Jacques, près les Marhurins, à Saint-Augustin, 1707 (lire en ligne), Chatillon, nom d'une maison très ancienne
- Louis Moréri, Le Grand dictionnaire historique : nouvelle et dernère édition revue, corrigée et augmentée [par l'abbé C.-P. Goujet], t. 2, Paris, Pierre-Augustin Le Mercier, rue Saint jacques, à Saint Ambroise, 1732 (lire en ligne)
- William Ritchey Newton, Almanach de la Cour, Paris, 2020, 2e éd. (lire en ligne)
- (en) Jonathan Spangler, « The Chevalier de Lorraine as “Maître en Titre” : The Male Favourite as Prince, Partner and Patron » [« Le chevalier de Lorraine comme « Maître en titre » : le favori (mâle comme prince, partenaire et patron) »] (article scientifique), Bulletin du Centre de recherche du château de Versailles (Sociétés de cour en Europe, XVIe – XIXe siècle - European Court Societies, 16th to 19th Centuries),‎ 2017 (DOI 10.4000/crcv.14427, lire en ligne, consulté le 30 juillet 2023)